# Tour della nazionale maschile di rugby a 15 dell'Italia 2008
Nel giugno 2008 la nazionale italiana di rugby si recò in tournée nell'emisfero australe, in Sudafrica ed Argentina.
Fu il primo tour del nuovo commissario tecnico Nick Mallett, sudafricano già coach degli Springboks. Furono in programma due test match il 21 e il 28 di giugno, a sette giorni di distanza l'uno dall'altro: il primo al Newlands Stadium di Città del Capo contro il Sudafrica ed il secondo allo stadio Olimpico di Córdoba contro l'Argentina, rispettivamente la prima e la terza forza del ranking IRB.
La prima partita contro la nazionale sudafricana vide un'Italia prevalentemente difensiva, che riuscì a contenere al meglio i suoi avversari, vincitori ma, secondo la stampa sia nazionale sia italiana, autori di una prestazione non soddisfacente. Gli Azzurri guidati da Leonardo Ghiraldini, orfani del capitano Parisse oltre che dei fratelli Bergamasco (Mirco e Mauro), tutti impegnati nelle semifinali play-off di campionato con lo Stade français, chiusero la prima frazione sotto per 0-14, subendo pressoché lo stesso parziale anche nel secondo tempo; il match si concluse 0-26 per gli Springboks.
Il secondo incontro con la nazionale argentina fu al contrario meno vivace: i Pumas, terzi alla Coppa del Mondo di rugby 2007, disputarono un test sottotono nonostante si portarono sul 12-0 in circa mezz'ora; l'Italia reagì con due calci di Andrea Marcato e, proprio allo scadere, con una meta di Ghiraldini che portò gli Azzurri sul 12-11: la trasformazione di Marcato diede il definitivo 12-13 con cui l'Italia vinse il match.

## Risultati
| Arbitro: | George Clancy |

|                                            |    |  |
| Steyn 6’ du Plessis 17’, 43’ Mtawarira 56’ | mt |  |
| Steyn 6’, 17’, 56’                         | tr |  |

| Arbitro: | Matt Goddard |

|                                 |      |                  |
|                                 | mt   | 80’ Ghiraldini   |
|                                 | tr   | 80’ Marcato      |
| Hernández 3’, 6’ Bosch 19’, 33’ | c.p. | 36’, 49’ Marcato |